# Beška
Beška (izvirno srbsko Бешка) je naselje v Srbiji, ki upravno spada pod Občino Inđija; slednja pa je del Sremskega upravnega okraja.

## Demografija
V naselju, katerega izvirno (srbsko-cirilično) ime je Бешка, živi 4949 polnoletnih prebivalcev, pri čemer je njihova povprečna starost 38,9 let (37,3 pri moških in 40,6 pri ženskah). Naselje ima 1955 gospodinjstev, pri čemer je povprečno število članov na gospodinjstvo 3,19.
To naselje je, glede na rezultate popisa iz leta 2002, v glavnem srbsko.
|  |

| Demografija | Demografija     | Demografija     |
| Leto        | Št. prebivalcev | Št. prebivalcev |
| ----------- | --------------- | --------------- |
|             |                 |                 |
|             |                 |                 |
|             |                 |                 |
|             |                 |                 |
| 1948        | 3648            |                 |
| 1953        | 3976            |                 |
| 1961        | 5378            |                 |
| 1971        | 6351            |                 |
| 1981        | 6377            |                 |
| 1991        | 6166            | 5901            |
| 2002        | 6467            | 6239            |
|             |                 |                 |

| Etnična sestava po popisu iz leta 2002 | Etnična sestava po popisu iz leta 2002 | Etnična sestava po popisu iz leta 2002 | Etnična sestava po popisu iz leta 2002 | Etnična sestava po popisu iz leta 2002 |
| -------------------------------------- | -------------------------------------- | -------------------------------------- | -------------------------------------- | -------------------------------------- |
| Srbi                                   | Srbi                                   |                                        | 4.766                                  | 76,39%                                 |
| Hrvati                                 | Hrvati                                 |                                        | 506                                    | 8,11%                                  |
| Jugoslovani                            | Jugoslovani                            |                                        | 208                                    | 3,33%                                  |
| Madžari                                | Madžari                                |                                        | 137                                    | 2,19%                                  |
| Romi                                   | Romi                                   |                                        | 89                                     | 1,42%                                  |
| Ukrajinci                              | Ukrajinci                              |                                        | 21                                     | 0,33%                                  |
| Čehi                                   | Čehi                                   |                                        | 19                                     | 0,30%                                  |
| Črnogorci                              | Črnogorci                              |                                        | 17                                     | 0,27%                                  |
| Slovaki                                | Slovaki                                |                                        | 11                                     | 0,17%                                  |
| Makedonci                              | Makedonci                              |                                        | 7                                      | 0,11%                                  |
| Albanci                                | Albanci                                |                                        | 7                                      | 0,11%                                  |
| Muslimani                              | Muslimani                              |                                        | 4                                      | 0,06%                                  |
| Bošnjaki                               | Bošnjaki                               |                                        | 3                                      | 0,04%                                  |
| Slovenci                               | Slovenci                               |                                        | 2                                      | 0,03%                                  |
| Rusini                                 | Rusini                                 |                                        | 2                                      | 0,03%                                  |
| Nemci                                  | Nemci                                  |                                        | 2                                      | 0,03%                                  |
| Rusi                                   | Rusi                                   |                                        | 1                                      | 0,01%                                  |
| Bunjevci                               | Bunjevci                               |                                        | 1                                      | 0,01%                                  |
| Neznano                                | Neznano                                |                                        | 109                                    | 1,74%                                  |